# Warzone
A Warzone 1983-tól 1997-ig működő amerikai punkegyüttes volt, New Yorkban alakuktak. Hardcore punk, street punk és thrash metal stílusban játszottak.
Fő zenei hatásuk az Oi!, heavy metal és punk rock műfajok voltak, ugyanis ezeket a műfajokat keverték zenéjükben. A tagcserék gyakoriak voltak az együttesben, mindössze az énekes, Raymond Barbieri volt az egyetlen, aki a kezdetektől fogva a zenekar tagja volt.
Diszkográfiájuk nyolc nagylemezt és több EP-t tartalmaz, az egyik nagylemezükön majdnem a teljes dallistájuk megtalálható. Szövegeik általában az egységről, az erőszakról, a rosszindulatról, a faji előítéletek megszakításáról szóltak. 
A Warzone rajongótáborát főleg skinheadek, a "straight edge" irányzat képviselői, metalheadek és punkok alkották. Az évek alatt kultikus státuszt értek el a punk műfaj rajongóinak körében. Raymond 1997-ben tüdőgyulladás miatt elhunyt, így a Warzone történetének is vége szakadt.

## Tagok
- Raymond Barbieri
- Brad Davis
- Todd Scofield
- Tito
- Charlie Scalfani
- Thomas Carroll
- Luke Abbey
- Jeff Rivera
- Walter Schreifels
- Frank Stracuzza
- Paul Canade
- John Ullman
- Jay Vento
- Eric Komst
- Vincent Verga
- Todd Hamilton
- Brian Goss
- Jason Lehrhoff
- Tommy Rat
- Lee Harrison
- John Marino
- Greg Cahill

## Diszkográfia
- Skinhead Youth CBGB (1984)
- As One (demó, 1986)
- Some Records Tape (1986)
- Live on WNYU (7/23/87) (1987)
- Lower East Side Crew (EP, 1987)
- Don't Forget the Struggle, Don't Forget the Streets (stúdióalbum, 1987)
- Open Your Eyes (stúdióalbum, 1988)
- Warzone (stúdióalbum, 1989)
- Live at CBGB's (koncertalbum, 1993)
- Old School to New School (stúdióalbum, 1994)
- Beyond Birth and Death Split with Cause for Alarm (split lemez, 1995)
- Lower East Side (EP, 1996)
- The Sound of Revolution (nagylemez, 1996)
- Fight for Justice (nagylemez, 1997)
- The Victory Years (válogatáslemez, 1998)